# Syria Poletti

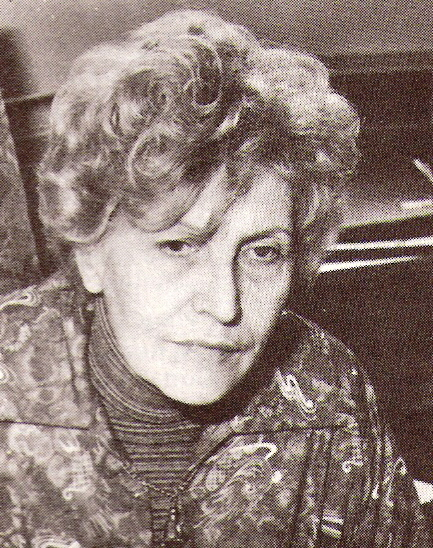
Syria Poletti.

Syria Poletti (Pieve di Cadore, Italia, 10 de febrero de 1919 - Buenos Aires, 11 de abril de 1991) fue una escritora argentina, dedicada especialmente a la literatura infantil.

## Vida personal
Sus padres, José Poletti y Juana Pasquali, emigraron a la Argentina cuando ella tenía solo 9 años, quedando a cargo de su abuela, la que cumplió el rol de madre. Durante su adolescencia vivió en un orfanato.
A los 21 años se recibió de maestra y decidió viajar a la Argentina, pero la escoliosis deformante en la columna de la cual sufría fue un impedimento para que emigrase. Su hermana Beppina viajó a Buenos Aires y pudo gestionarle un permiso, logrando que Syria realizara el viaje al país donde se consagró artísticamente.

## Trayectoria
Entre 1939 y 1944 fue directora de la escuela "Dante Alighieri" de Cañada de Gómez. En 1946 se graduó como profesora y traductora (título obtenido en la Universidad de Córdoba).
Entre junio de 1945 y julio de 1949 publicó una serie de artículos en la revista ítalo-argentina Histonium. Posteriormente inició su actividad periodística en importantes medios y en 1953 comenzó a escribir relatos en el diario "La Nación", y en 1954 publicó "Veinte poemas infantiles". También colaboró en la revista "Vea y Lea", donde escribía cuentos policiales.
La publicación de su primera novela en 1961, "Gente conmigo", que tuvo un gran éxito obteniendo el "Premio Internacional Losada" y el "Premio Municipal de Buenos Aires", y fue llevada al cine en 1965 (con la adaptación de Jorge Masciángoli y la dirección de Jorge Darnell).
Esta novela fue traducida al alemán, checo, inglés e italiano. En ella, ficcionaliza episodios de su propia biografía usando el personaje de Nora Candiani, compartiendo en la obra su experiencia  personal y familiar. A través de la novela, Poletti ofrece además una descripción de las características de la política inmigratoria argentina de mediados del siglo XX.
En 1965 le fue otorgado en Madrid el "Premio Doncel", por su libro de cuentos "Botella al mar". Por su libro "Historias en rojo" obtuvo en 1969  nuevamente el "Premio Municipal de Buenos Aires". Además recibió la "Faja de Honor" de la Sociedad Argentina de Escritores y la condecoración de "Gran Caballero de la Estrella de la Solidaridad" entregada por el gobierno italiano por su obra cultural en Italia y Argentina.

## Obras publicadas
- 1954 "Veinte poemas infantiles".
- 1961 "Gente conmigo" (novela).[7]
- 1964 "Línea de fuego" (cuentos).[8]
- 1965 "Botella al mar" (cuentos infantiles).
- 1969 "Historias en rojo" (cuentos policiales).[9]
- 1971 "Extraño oficio (Crónicas de una obsesión)" (novela).[10]
- 1972 "Reportajes supersónicos" (libro infantil).[11]
- 1977 "Taller de imaginería".[12]
- 1978 "El misterio de las valijas verdes" (novela infantil).[13]
- 1981 "Amor de alas" (novela).[14]
- 1982 "El rey que prohibió los globos" (cuento infantil). Ediciones de Arte Gaglianone
- 1985 "Alelí y el payaso Bum Bum" (infantil).[15]
- 1987 "Cien cuentos de Syria Poletti" (selección de cuentos infantiles).
- 1988 "Las hadas hacen dedo"
- 1989 "...Y llegarán Buenos Aires".
- 1991 "El terror de la selva".
- 1991 "Una ventana a la vida".
- 1992 "Las siete hermanitas"

## Premios y distinciones
- Premio Internacional Losada 1961.
- Segundo Premio Municipal 1962.
- Primer Premio Municipal 1967.
- Premio Internacional Doncel de cuentos infantiles, España, 1965.
- Premio Ibby (UNESCO) por obra infantil, Alemania, 1972.
- Premio Sixto Pondal Ríos para autores consagrados, 1984.
- Premio de la Cámara Argentina de Publicaciones, 1984.
- Premio de la Asociación Argentina de Lectura, 1984.
- Premio Konex de Platino Literatura para Niños, 1984.[16]
- Diploma al Mérito (Konex) Literatura para Niños, 1984.
- Premio de la UNESCO, Japón, 1985.
- Distinción de "Cavaliere Ufficiale", dado por el gobierno italiano en 1988.[17]
- En Córdoba capital, existe un colegio en honor a su nombre y su trayectoria.[18]